# Rubén Giordano
Rubén Alcides Giordano (Ramallo, 13 aprile 1955) è un ex calciatore argentino, di ruolo centrocampista.

## Carriera

### Club
Tra il 1974 ed il 1975 ha giocato 2 partite nella prima divisione argentina con il Racing Club; successivamente si è trasferito all'Argentinos Juniors, altro club della medesima categoria, in cui ha vissuto alcuni dei migliori anni della sua carriera, realizzando 11 reti in 48 presenze nella prima divisione argentina nell'arco di tre anni e ricevendo anche la sua unica convocazione in nazionale. Nel 1979 trascorre un'ultima stagione in prima divisione, realizzandovi 4 reti in 12 presenze con il Chacarita Juniors, con cui poi nel 1980 gioca invece 6 partite in seconda divisione, categoria in cui nel 1981 veste invece la maglia del Deportivo Italiano, dove realizza un gol in 13 partite di campionato giocate. Prosegue poi la carriera giocando con vari club nelle serie minori argentine (tra terza e quarta divisione), ritirandosi definitivamente nel 1987, all'età di 32 anni.

### Nazionale
Nel 1976 ha giocato una partita nella nazionale argentina.